# Campeonato Mundial de Remo de 1994
El XXIV Campeonato Mundial de Remo se celebró en Indianápolis (Estados Unidos) entre el 13 y el 18 de septiembre de 1994 bajo la organización de la Federación Internacional de Sociedades de Remo (FISA) y la Federación Estadounidense de Remo.
Las competiciones se realizaron en el canal de remo del Eagle Creek, ubicado al noroeste de la ciudad estadounidense.

## Medallistas

### Masculino
| Evento                         | Oro | Plata | Bronce |
| ------------------------------ | --- | --- | --- |
| Scull individual M1X           | André Willms · Alemania · | Xeno Müller · Suiza · | Iztok Čop Eslovenia |
| Doble scull M2X                | Rolf Thorsen · Lars Bjønness · Noruega · | Peter Uhrig · Christian Händle · Alemania · | Yves Lamarque Samuel Barathay Francia |
| Cuatro scull M4X               | Massimo Paradiso · Alessio Sartori · Rossano Galtarossa · Alessandro Corona · Italia ·                                                                      | Olexandr Marchenko · Olexandr Zaskalko · Leonid Shaposhnikov · Nikolai Chuprina · Ucrania · | Andreas Hajek · André Steiner · Stephan Volkert · Torsten Weishaupt · Alemania · |
| Dos sin timonel M2-            | Steve Redgrave Matthew Pinsent Reino Unido | Thorsten Streppelhoff · Peter Hoeltzenbein · Alemania · | Robert Walker Richard Wearne Australia |
| Dos con timonel M2+            | Igor Boraska · Tihomir Franković · Milan Ražov (t) · Croacia ·                                                                                              | Carmine Abbagnale · Gioacchino Cascone · Antonio Cirillo (t) · Italia · | Nicolae Spîrcu · Marin Gheorghe · Ioan Vizitiu (t) · Rumania · |
| Cuatro sin timonel M4-         | Valter Molea · Riccardo Dei Rossi · Raffaello Leonardo · Carlo Mornati · Italia ·                                                                           | Michel Andrieux Daniel Fauché Jean-Christophe Rolland Philippe Lot Francia | Jonathan Searle Gregory Searle Timothy Foster Rupert Obholzer Reino Unido |
| Cuatro con timonel M4+         | Viorel Talapan · Florian Tudor · Valentin Robu · Iulică Ruican · Marin Gheorghe (t) · Rumania ·                                                             | Chris Swan Edward Murphy Adam Holland William Cooper Peter Cipollone (t) Estados Unidos | Michiel Bartman · Jochen Jansen · Pim Vos · Marc Eecen · Kağan Türkcan (t) · Países Bajos · |
| Ocho con timonel M8+           | Jonathan Brown Sean Hall Fredric Honebein Robert Kaehler Jeffrey Klepacki James Koven John McKibben Donald Smith Steven Segaloff (t) Estados Unidos 5:24,50 | Kai Compagner · Nicolaas Rienks · Niels van der Zwan · Jaap Krijtenburg · George van Iwaarden · Niels van Steenis · Henk-Jan Zwolle · Ronald Florijn · Jeroen Duyster (t) · Países Bajos · 5:25,10 | Dorin Alupei · Vasile Năstase · Dragoș Neagu · Cornel Nemțoc · Valentin Robu · Iulică Ruican · Viorel Talapan · Florian Tudor · Marin Gheorghe (t) · Rumania · 5:27,08                          |
| Scull individual ligero LM1X   | Peter Haining Reino Unido | Niall O'Toole Irlanda | Karsten Nielsen Dinamarca |
| Doble scull ligero LM2X        | Francesco Esposito · Michelangelo Crispi · Italia · | Michael Rodger Robert Hamill Nueva Zelanda | Michael Gier · Markus Gier · Suiza · |
| Cuatro scull ligero LM4X       | Wolfgang Sigl · Gernot Faderbauer · Christoph Schmölzer · Walter Rantasa · Austria ·                                                                        | Enrico Gandola · Paolo Pittino · Massimo Guglielmi · Ivano Zasio · Italia · | Luís Fonseca Luís Teixeira José Leitão Henrique Baixinho Portugal |
| Dos sin timonel ligero LM2-    | Leonardo Pettinari · Carlo Gaddi · Italia · | Alexandr Ustinov · Vladimir Mitiushev · Rusia · | Neville Maxwell Anthony O'Connor Irlanda |
| Cuatro sin timonel ligero LM4- | Niels Henriksen Thomas Poulsen Eskild Ebbesen Victor Feddersen Dinamarca                                                                                    | Gary Lynagh Bruce Hick James Seppelt Andrew Stunnel Australia | Martin Weis · Oliver Rau · Bernhard Stomporowski · Stephan Fahrig · Alemania · |
| Ocho con timonel ligero LM8+   | Christopher Bates Simon Cox Steve Ellis Toby Hessian Thomas Kay David Lemon James McNiven Carl Smith John Deakin (t) Reino Unido 5:31,00                    | Johnny Andersen Morten Bagger Michael Hjelmer Jeppe Jensen Kollat Michael Jensen Hardy Olesen Bo Vestergaard Thomas Croft Stephen Masters (t) Dinamarca 5:31,36                                    | Salvatore Amitrano · Enrico Barbaranelli · Massimiliano Faraci · Pasquale Marigliano · Fabrizio Ravasi · Andrea Re · Roberto Romanini · Carmine Somma · Gaetano Iannuzzi (t) · Italia · 5:34,63 |

### Femenino
| Evento                         | Oro | Plata | Bronce |
| ------------------------------ | --- | --- | --- |
| Scull individual W1X           | Trine Hansen Dinamarca | Kathrin Boron · Alemania · | Annelies Bredael · Bélgica · |
| Doble scull W2X                | Philippa Baker Brenda Lawson Nueva Zelanda | Kathleen Heddle · Marnie McBean · Canadá · | Angela Schuster · Jana Thieme · Alemania · |
| Cuatro scull W4X               | Kristina Mundt · Katrin Rutschow · Jana Sorgers · Kerstin Köppen · Alemania ·                                                                                                | Zhao Guifeng Zhang Xiuyun Liu Xirong Cao Mianying China | Olena Ronzhyna · Tatiana Ustiuzhanina · Dina Miftajutdynova · Svitlana Mazi · Ucrania ·                                                                              |
| Dos sin timonel W2-            | Christine Gossé Hélène Cortin Francia | Elisabeta Lipă · Iulia Bulie · Rumania · | Anna Ozolins Carmen Klomp Australia |
| Cuatro sin timonel W4-         | Elien Meijer · Rita de Jong · Femke Boelen · Muriel van Schilfgaarde · Países Bajos ·                                                                                        | Amy Fuller Catriona Fallon Monica Tranel Anne Kakela Estados Unidos                                                                                                 | Megan Still Kate Slatter Victoria Toogood Alison Davies Australia |
| Ocho con timonel W8+           | Kathrin Haacker · Andrea Klapheck · Micaela Schmidt · Doreen Martin · Dana Pyritz · Antje Rehaag · Ute Wagner · Stefani Werremeier · Doreen Schnell (t) · Alemania · 6:07,42 | Jennifer Dore Catriona Fallon Amy Fuller Anne Kakela Laurel Korholz Elizabeth McCagg Katherine Scanlon Lewis Monica Tranel Yasmin Farooq (t) Estados Unidos 6:08,24 | Angela Tamaș · Iulia Bulie · Veronica Cochela · Lenuța Doroftei · Doina Ignat · Elisabeta Lipă · Ioana Olteanu · Anca Tănase · Cristina Ilie (t) · Rumania · 6:08,55 |
| Scull individual ligero LW1X   | Constanța Burcică · Rumania · | Laurien Vermulst · Países Bajos · | Pia Vogel · Suiza · |
| Doble scull ligero LW2X        | Wendy Wiebe · Colleen Miller · Canadá · | Zhong Aifang Ou Shaoyan China | Teresa Zarzeczny Lindsay Burns Estados Unidos |
| Cuatro sin timonel ligero LW4- | Charlotte Hollings Linda Muri Christine Smith Danika Harris Estados Unidos                                                                                                   | Jane Hall Alison Brownless Tonia Williams Annamarie Stapleton Reino Unido                                                                                           | Wang Fang Ding Yahong Li Fei Liao Xiaoli China |

## Medallero
| Núm. | País           | Oro | Plata | Bronce | Total |
| ---- | -------------- | --- | ----- | ------ | ----- |
| 1    | Italia         | 4   | 2     | 1      | 7     |
| 2    | Alemania       | 3   | 3     | 3      | 9     |
| 3    | Reino Unido    | 3   | 1     | 1      | 5     |
| 4    | Estados Unidos | 2   | 3     | 1      | 6     |
| 5    | Rumania        | 2   | 1     | 3      | 6     |
| 6    | Dinamarca      | 2   | 1     | 1      | 4     |
| 7    | Países Bajos   | 1   | 2     | 1      | 4     |
| 8    | Francia        | 1   | 1     | 1      | 3     |
| 9    | Canadá         | 1   | 1     | 0      | 2     |
| 9    | Nueva Zelanda  | 1   | 1     | 0      | 2     |
| 11   | Austria        | 1   | 0     | 0      | 1     |
| 11   | Croacia        | 1   | 0     | 0      | 1     |
| 11   | Noruega        | 1   | 0     | 0      | 1     |
| 14   | China          | 0   | 2     | 1      | 3     |
| 15   | Australia      | 0   | 1     | 3      | 4     |
| 16   | Suiza          | 0   | 1     | 2      | 3     |
| 17   | Irlanda        | 0   | 1     | 1      | 2     |
| 18   | Ucrania        | 0   | 1     | 1      | 2     |
| 19   | Rusia          | 0   | 1     | 0      | 1     |
| 20   | Bélgica        | 0   | 0     | 1      | 1     |
| 20   | Eslovenia      | 0   | 0     | 1      | 1     |
| 20   | Portugal       | 0   | 0     | 1      | 1     |
|      | TOTAL          | 23  | 23    | 23     | 69    |